# Justinus Egbert Hendrik van Nagell
Mr. Justinus Egbert Hendrik baron van Nagell, heer van de beide Ampsen (Den Haag, 14 november 1825 - Laren, 24 januari 1901) was een Nederlands politicus.

## Familie

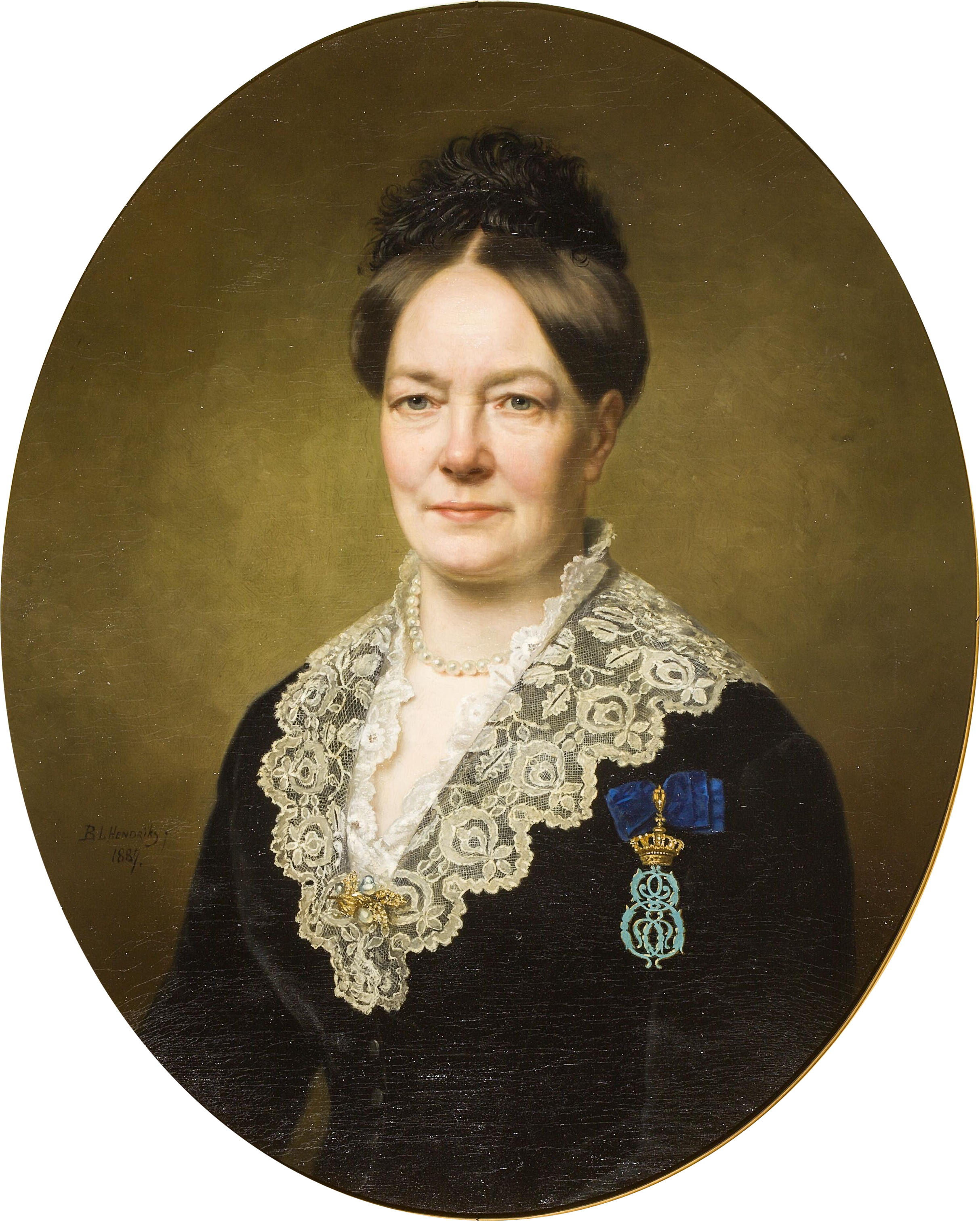
Sophia barones Schimmelpenninck van der Oije (1828-1897)

Van Nagell van Ampsen, lid van de familie Van Nagell, was een zoon van Christien Jaques Adrien baron van Nagell, heer van Ampsen (1784-1883) en Justina Maria Wilhelmina baronesse Rengers (1795-1883), grootmeesteres van koningin Anna Paulowna van Rusland.
Hij huwde te Arnhem op 27 oktober 1850 met Sophia baronesse Schimmelpenninck van der Oije (1828-1897, dochter van Willem Anne baron Schimmelpenninck van der Oije (1800-1872) en Adrienne Sophie baronesse van Rhemen (1806-1842).
Uit hun huwelijk werden zes zonen en één dochter geboren, waaronder:
- Anne Willem Jacob Joost baron van Nagell (1851-1936), landcommandeur van de Ridderlijke Duitsche Orde, Balije van Utrecht, gehuwd met Johanna Magdalena Cornelia baronesse van Zuylen van Nievelt, vrouwe van de Schaffelaar (1856-1934), dochter van Jasper Hendrik baron van Zuylen van Nyevelt en Jeanne Cornélie barones van Tuyll van Serooskerken.
- mr. Assueer Jacob baron van Nagell van Ampsen (1853-1928), lid Eerste kamer
- Johanna Maria van Nagell (1855-1943), gehuwd met Paulus Anthony baron van der Borch tot Verwolde, heer van Vorden (1844-1901), lid van de provinciale staten van Gelderland, zoon van mr. Willem François Emile baron van der Borch, heer van Verwolde (1802-1849) en jkvr. Henrica Paulina van der Heim (1806-1884).
- Seino Anne Karel baron van Nagell (1856-1924), burgemeester van Warnsveld en commandeur van de Ridderlijke Duitsche Orde, Balije van Utrecht, gehuwd met Margaretha Jacoba barones Schimmelpenninck van der Oye, dochter van Jan Elias Nicolaas baron Schimmelpenninck van der Oye en Adriana Sophia baronesse van Rhemen.
- mr. Alexander Adriaan baron van Nagell (1859-1921), kapittelridder de Ridderlijke Duitsche Orde, Balije van Utrecht van gehuwd met Louise Maria Clementine barones van Zuijlen van Nievelt (1858-1947), dochter van Gerrit Willem van Zuylen van Nievelt en Catharina Johanna Jacoba barones van Haersolte.

## Loopbaan
Van Nagell van Ampsen was een Gelderse notabele en grondbezitter die in 1851 op 25-jarige leeftijd burgemeester van Laren (bij Lochem) werd. Tijdens zijn burgemeesterschap van Laren was hij van 1855 tot 1864 tevens plaatsvervangend kantonrechter in Lochem. In 1857 werd hij benoemd tot kamerheer in buitengewone dienst van koning Willem III. In 1859 werd hij lid van Provinciale Staten van Gelderland en in 1864 werd hij gedeputeerde van deze provincie. In 1888 werd hij voor Gelderland gekozen tot lid van de Eerste Kamer. Op dat moment beëindigde hij zijn provinciale functies. Zijn kamerlidmaatschap duurde tot 1893. Van 1887 tot 1901 was hij opperstalmeester des Konings en was eveneens - van 1855 tot 1864 - kantonrechter-plaatsvervanger te Lochem.
B.L. Hendriks schilderde in 1897 de pendantportretten van Van Nagell en zijn vrouw.

## Onderscheidingen
- Ridder in de Orde van de Nederlandse Leeuw (12 mei 1874)
- Grootofficier in de Orde van de Eikenkroon
- Grootkruis Orde van de Gouden Leeuw van Nassau (24 januari 1888)